# Hockey su prato ai Giochi della XIV Olimpiade
Le gare di hockey su prato alle olimpiadi estive del 1948 si sono svolte negli impianti di Londra

## Formula
La formula prevedeva la suddivisione delle 13 squadre in tre gruppi. Successivamente le vincenti dei gironi A e B, e le prime due squadre del gruppo C si sono qualificate alle semifinali.

## Partecipanti
| Gruppo A                               | Gruppo B                                               | Gruppo C                                                |
| -------------------------------------- | ------------------------------------------------------ | ------------------------------------------------------- |
| - Argentina - Austria - India - Spagna | - Afghanistan - Gran Bretagna - Svizzera - Stati Uniti | - Belgio - Danimarca - Francia - Paesi Bassi - Pakistan |

## Risultati
Classifica
| POS. | Squadra     | P.ti | G | V | N | P | GF | GS | DG  |
| ---- | ----------- | ---- | - | - | - | - | -- | -- | --- |
| 1°   | India       | 6    | 3 | 3 | 0 | 0 | 20 | 0  | +20 |
| 2°   | Giappone    | 4    | 3 | 2 | 0 | 1 | 8  | 11 | -3  |
| 3°   | Ungheria    | 2    | 3 | 1 | 0 | 2 | 4  | 8  | -4  |
| 4°   | Stati Uniti | 0    | 3 | 0 | 0 | 3 | 2  | 15 | -13 |

### Gruppo A
| Sudbury 31 luglio 1948 | India | 8 – 0 (2-0) | Austria | Lyons' Sports Club, |

| Chiswick 2 agosto 1948 | Argentina | 3 – 2 (3-0) | Spagna | The Polytechnic Stadium |

| Park Royal 4 agosto 1948 | India | 9 – 1 (3-0) | Argentina | Guinness Sports Club |

| Park Royal 4 agosto 1948 | Austria | 1 – 1 (1-1) | Spagna | Guinness Sports Club |

| Chiswick 6 agosto 1948 | Argentina | 1 – 1 (1-0) | Austria | The Polytechnic Stadium |

| Chiswick 6 agosto 1948 | India | 2 – 0 (2-0) | Spagna | The Polytechnic Stadium |

### Gruppo B
Classifica
| POS. | Squadra       | P.ti | G | V | N | P | GF | GS | DG  |
| ---- | ------------- | ---- | - | - | - | - | -- | -- | --- |
| 1°   | Gran Bretagna | 5    | 3 | 2 | 1 | 0 | 19 | 0  | +19 |
| 2°   | Svizzera      | 4    | 3 | 1 | 2 | 0 | 4  | 2  | +2  |
| 3°   | Afghanistan   | 3    | 3 | 1 | 1 | 1 | 3  | 9  | -6  |
| 4°   | Stati Uniti   | 0    | 3 | 0 | 0 | 3 | 1  | 16 | -15 |

| Park Royal 31 luglio 1948 | Gran Bretagna | 0 – 0 | Svizzera | Guinness Sports Club |

| Sudbury 3 agosto 1948 | Afghanistan | 2 – 0 (0-0) | Stati Uniti | Lyons' Sports Club, |

| Sudbury 5 agosto 1948 | Afghanistan | 1 – 1 (1-0) | Svizzera | Lyons' Sports Club, |

| Chiswick 5 agosto 1948 | Gran Bretagna | 11 – 0 (4-0) | Stati Uniti | The Polytechnic Stadium |

| Sudbury 7 agosto 1948 | Gran Bretagna | 8 – 0 (2-0) | Afghanistan | Lyons' Sports Club, |

| Park Royal 7 agosto 1948 | Svizzera | 3 – 1 (1-0) | Stati Uniti | Guinness Sports Club |

### Gruppo C
Classifica
| POS. | Squadra     | P.ti | G | V | N | P | GF | GS | DG  |
| ---- | ----------- | ---- | - | - | - | - | -- | -- | --- |
| 1°   | Pakistan    | 8    | 4 | 4 | 0 | 0 | 20 | 3  | +17 |
| 2°   | Paesi Bassi | 6    | 4 | 3 | 0 | 1 | 11 | 8  | +3  |
| 3°   | Belgio      | 4    | 4 | 2 | 0 | 2 | 6  | 8  | -2  |
| 4°   | Francia     | 1    | 4 | 0 | 1 | 3 | 4  | 9  | -5  |
| 5°   | Danimarca   | 1    | 4 | 0 | 1 | 3 | 4  | 17 | -13 |

| Park Royal 31 luglio 1948 | Paesi Bassi | 4 – 1 (1-1) | Belgio | Guinness Sports Club |

| Sudbury 31 luglio 1948 | Francia | 2 – 2 (0-2) | Danimarca | Lyons' Sports Club, |

| Park Royal 2 agosto 1948 | Paesi Bassi | 4 – 1 (3-1) | Danimarca | Guinness Sports Club |

| Chiswick 2 agosto 1948 | Pakistan | 2 – 1 (0-1) | Belgio | The Polytechnic Stadium |

| Sudbury 3 agosto 1948 | Paesi Bassi | 2 – 0 (2-0) | Francia | Lyons' Sports Club, |

| Chiswick 3 agosto 1948 | Pakistan | 9 – 0 (5-0) | Danimarca | The Polytechnic Stadium |

| Sudbury 5 agosto 1948 | Pakistan | 3 – 1 (1-1) | Francia | Lyons' Sports Club, |

| Chiswick 5 agosto 1948 | Belgio | 2 – 1 (2-0) | Danimarca | The Polytechnic Stadium |

| Sudbury 7 agosto 1948 | Pakistan | 6 – 1 (3-0) | Paesi Bassi | Lyons' Sports Club, |

| Park Royal 7 agosto 1948 | Francia | 1 – 2 (0-0) | Belgio | Guinness Sports Club |

### Semifinali
| Londra 9 agosto 1948 | Gran Bretagna | 2 – 0 (0-0) | Pakistan | Stadio di Wembley |

| Londra 9 agosto 1948 | India | 2 – 1 (2-0) | Paesi Bassi | Stadio di Wembley |

### Finale 3º e 4º posto
| Londra 12 agosto 1948 | Paesi Bassi | 1 – 1 (0-1) | Pakistan | Stadio di Wembley |

Ripetizione
| Sudbury 13 agosto 1948 | Paesi Bassi | 4 – 1 (1-1) | Pakistan | Lyons' Sports Club, |

### Finale
| Londra 12 agosto 1948 | India | 4 – 0 (2-0) | Gran Bretagna | Stadio di Wembley |

## Podio
| Evento                   | Oro | Argento | Bronzo |
| Hockey su prato maschile | India Ranganathan Francis Tarlochan Singh Bawa Akhtar Hussain Leslie Claudius Keshav Dutt Jaswant Rajput Kishan Lal Kunwar Digvijay Singh Reginald Rodrigues Pat Jansen Latif-ur Rehman Leo Pinto Randhir Singh Gentle Amir Kumar Maxie Vaz Balbir Singh Sr. Lawrie Fernandes Walter de Sousa G. Nandy Singh Gerry Glacken | Gran Bretagna Dave Brodie George Sime William Lindsay Mickey Walford Frank Reynolds Robin Lindsay John Peake Neil White Bob Adlard Norman Borrett Bill Griffiths Ronald Davies | Paesi Bassi André Boerstra Henk Bouwman Piet Bromberg Harry Derckx Han Drijver Dick Esser Wim van Heel Roepie Kruize Jenne Langhout Ton Richter Dick Loggere Eddy Tiel |